# O-ピロカテク酸デカルボキシラーゼ
o-ピロカテク酸デカルボキシラーゼ(O-pyrocatechuate decarboxylase、EC 4.1.1.46)は、以下の化学反応を触媒する酵素である。
2,3-ジヒドロキシ安息香酸 {\displaystyle \rightleftharpoons } カテコール + CO2
従って、この酵素の基質は、2,3-ジヒドロキシ安息香酸のみ、生成物は、カテコールと二酸化炭素の2つである。
この酵素はリアーゼ、特に炭素-炭素結合を切断するカルボキシリアーゼに分類される。系統名は、2,3-ジヒドロキシ安息香酸 カルボキシリアーゼ (カテコール形成)(2,3-dihydroxybenzoate carboxy-lyase (catechol-forming))である。他に、2,3-dihydroxybenzoate carboxy-lyaseとも呼ばれる。この酵素は、ヒドロキシル化による安息香酸の分解及びカルバゾールの分解に関与している。